# Stadio Città di Arezzo
Lo stadio Città di Arezzo (denominato, fino al 2006, Stadio Comunale) è il principale stadio calcistico della città di Arezzo. Ospita le gare casalinghe dell'S.S. Arezzo.

## Storia
Inaugurato il 24 settembre 1961, in sostituzione del vecchio stadio cittadino, ha, da allora, sempre ospitato le gare interne dell'Arezzo, cui è concesso in uso. L'impianto appartiene al comune di Arezzo e, per tale motivo, si è chiamato "Stadio Comunale" fino al 18 novembre 2006 quando la giunta comunale della città toscana ne ha modificato il nome in quello attuale.
L'originaria forma dell'impianto era ellittica e gli unici settori disponibili erano la tribuna coperta e l'opposta "Maratona". Il 28 febbraio 1965, in occasione della partita Arezzo-Ternana 1-1, fu aperta per la prima volta la curva "Nord", destinata agli ospiti sostenitori; il 19 settembre 1982, per la gara Arezzo-Foggia 0-0, fu inaugurata la "Sud", ospitante i tifosi locali e fino ad allora in gradoni d'erba.
Il terreno erboso era circondato da una pista di atletica, inaugurata nel 1967. La capienza iniziale dello stadio, prima dell'apertura della curva nord, era di 8.000 posti.
Una prima sostanziale modifica fu eseguita nel 1992, in occasione della visita di papa Giovanni Paolo II alla Diocesi di Arezzo-Cortona-Sansepolcro (19 e 20 settembre 1992). La tribuna centrale venne rinnovata, permettendo così al Papa la celebrazione di una messa il giorno conclusivo della visita; in generale l'impianto fu reso maggiormente efficiente sul piano delle infrastrutture e della sicurezza, rinnovando la sala stampa, gli spogliatoi e i corridoi di accesso.
Nel 2004, all'indomani della promozione dell'Arezzo in serie B e per il previsto aumento delle presenze alle relative partite, venne completamente ricostruita la curva Sud. In precedenza, tale settore dello stadio possedeva la forma curvilinea della curva nord e poteva ospitare circa 2.000 spettatori. Demolita subito dopo la fine del campionato di Serie C1 2003-04, la curva è stata ricostruita in una nuova versione "all'inglese" pur priva di una copertura, con forma rettangolare e molto più alta della precedente. Ribattezzata dagli ultras amaranto "Curva Lauro Minghelli" (in onore dello sfortunato ex-capitano aretino, deceduto nel 2004 a causa del Morbo di Gehrig), può ospitare 5.000 persone, dando allo spettatore un'ottima visibilità del terreno di gioco, soprattutto dai livelli più alti. La "Curva Minghelli" dà direttamente sul campo e, per tale motivo, la sua realizzazione ha richiesto la demolizione del tratto della pista di atletica che precedentemente percorreva l'intera ellisse dello stadio. Del resto la pista di atletica non veniva più utilizzata da anni (le gare di atletica ad Arezzo sono infatti disputate nel nuovo stadio di atletica adiacente al "Città di Arezzo" che va a completare la cittadella dello sport).
L'edificazione della nuova curva ha portato lo stadio alla capienza di 13.128 posti
La commissione Provinciale di vigilanza di Arezzo, nell’estate del 2017, ha omologato lo stadio Città di Arezzo per una capienza di 7.450 posti, ad oggi (Maggio 2019) così divisi:
Curva Sud tifosi locali: 3.450 spettatori
Tribuna coperta tifosi locali: 3.200 spettatori
Curva Nord tifosi ospiti: 800 spettatori
Maratona tifosi locali: Chiusa per inagibilità dal 2011

## Il progetto per il Nuovo Stadio
Il 18 novembre 2024 è stato presentato il progetto per il restyling dello stadio . Il progetto realizzato dallo studio M28 e coordinato dall'architetto Carlo Antonio Fayer, prevede un impianto "all’inglese” omologato secondo gli standard UEFA, con una capienza di oltre 12.000 spettatori.

## Infrastrutture
Lo stadio è vicino al centro cittadino ed è facilmente raggiungibile in auto, a piedi o facendo uso dei mezzi pubblici. È circondato da un ampio parcheggio di circa 500 posti auto (inagibile per motivi di prefiltraggio degli spettatori), mentre nelle immediate vicinanze ne sorge un altro, sito in prossimità del locale campo da baseball. Il "Città di Arezzo" sorge in effetti nella principale area sportiva cittadina, nella quale si trova anche la piscina comunale, un campo da rugby e il nuovo stadio di atletica.

## Eventi
Oltre alla citata visita di papa Giovanni Paolo II, lo stadio ha ospitato ininterrottamente la manifestazione musicale di Arezzo Wave dal 1996 al 2006, quando ne è stato annunciato lo spostamento a Campi Bisenzio (in provincia di Firenze) e successivamente a Livorno. Dal 2012 la manifestazione è poi ritornata nel suo luogo originario.
A livello calcistico, la nazionale italiana di calcio ha qui giocato due amichevoli: accadde il 18 maggio del 1990, quando gli azzurri di Azeglio Vicini si imposero sul Cannes (squadra che allora militava in Prima Divisione francese) per 3 reti a 0 durante la preparazione ai mondiali di Italia '90 e contro lo stesso Arezzo il 28 novembre del 1993, partita vinta dagli azzurri di Arrigo Sacchi per 9 reti ad 1.